# Classiculomycetes
Classiculomycetes R. Bauer et al. – klasa podstawczaków (Basidiomycota). Jest to takson monotypowy, zawierający jedynie monotypowy rząd Classiculales (z rodziną Classiculaceae), a jego typem nomentklatorycznym jest rodzaj Classicula.

## Systematyka
Według CABI databases bazującej na Dictionary of the Fungi jest to takson monotypowy:
- podklasa incertae sedis
  - rząd Classiculales R. Bauer et al. 2003
    - rodzina Classiculaceae Bauer et al. 2003
      - rodzaj Classicula R. Bauer et al. 2003
      - rodzaj Jaculispora H.J. Huds. & Ingold 1960[1]